# テンジクネズミ科
テンジクネズミ科（テンジクネズミか、Caviidae）は、齧歯目に含まれる科。

## 分布
南アメリカ大陸、パナマ

## 形態
最大種はカピバラで体長106 - 134センチメートル、体重オス35 - 64キログラム、メス37- 66キログラムと現生の齧歯類でも最大。ヤマクイ属は体長22センチメートル、体重0.3キログラムと小型。カピバラ亜科とテンジクネズミ亜科には尾がない。
歯列は門歯上下2本ずつ、臼歯上下2本ずつ、大臼歯上下6本ずつの計20本。前肢の指は4本、後肢の趾は3本。

## 分類
カピバラ属のみでカピバラ科Hydrochoeridaeを構成する説もあった。2002年に発表されたGHR遺伝子のエクソン・TTF遺伝子のイントロン・ミトコンドリアDNAの12S rRNAの塩基配列を決定し最大節約法と最尤法によって行われた分子系統推定では、カピバラ属がモコ属と単系統群を形成するという解析結果が得られたため本科に含める説が有力とされる。
以下の分類・英名はMSW3（Woods & Kilpatrick, 2005）、和名は川田ら(2018）に従う。
- テンジクネズミ亜科 Caviinae
  - テンジクネズミ属 Cavia
    - Cavia aperea パンパステンジクネズミ Brazilian guinea pig
    - Cavia fulgida アマゾンテンジクネズミ Shiny guinea pig
    - Cavia intermedia サンタカタリーナテンジクネズミ Moleques do Sul guinea pig
    - Cavia magna オオテンジクネズミ Greater guinea pig
    - Cavia porcellus モルモット Domesticated guinea pig
    - Cavia tschudii ペルーテンジクネズミ Montane guinea pig

  - クイ属 Galea
    - Galea flavidens ブラジルクイ Brazilian yellow-toothed cavy
    - Galea musteloides クイ Common yellow-toothed cavy
    - Galea spixii スピックスクイ Spix's yellow-toothed cavy

  - ヤマクイ属 Microcavia
    - Microcavia australis ミナミヤマクイ Southern mountain cavy　
    - Microcavia niata アンデスヤマクイ Andean mountain cavy
    - Microcavia shiptoni シプトンヤマクイ Shipton's mountain cavy
- マーラ亜科 Dolichotinae
  - マーラ属 Dolichotis
    - Dolichotis patagonum マーラ Patagonian mara
    - Dolichotis salinicolum ヒメマーラ Chacoan mara
- カピバラ亜科 Hydrochoerinae
  - カピバラ属 Hydrochoerus
    - Hydrochoerus hydrochaeris カピバラ Capybara
    - Hydrochoerus isthmius ヒメカピバラ Lesser capybara

  - モコ属 Kerodon
    - Kerodon acrobata トウハンモコ Climbing Cavy
    - Kerodon rupestris モコ Rock cavy

## 生態
草原、砂漠、森林などの様々な環境に生息する。
食性は植物食で、植物の茎、葉、果実などを食べる。
繁殖様式は胎生。生後1 - 3か月で性成熟する種が多い。カピバラは生後18か月で性成熟する。早成性。

## 人間との関係
生息地では食用とされることもある。特に南米のエクアドルやペルーなどでは、クイ(上記のクイではなく、モルモットのこと)の丸焼きが郷土料理の一つとなっていた。
テンジクネズミはインカ帝国時代には家畜として飼育されていた。19世紀以降は実験動物としても利用されている。ペットとして飼育される可愛いらしい小動物で、人間の良きパートナーとして実績がある。